# Can Medicineta
Can Medicineta és una obra de Canet de Mar (Maresme) protegida com a Bé Cultural d'Interès Local.

## Descripció
Casa de planta baixa i dos pisos. Porta dovellada i finestres de pedra, ordenades successivament. La nova obertura a la planta baixa, una porteta, tot i que és poc cuidada dona idea de les possibilitats d'aprofitament que permeten aquestes construccions antigues respectant els elements bàsics de la seva construcció.

## Història
Aquesta casa està situada dins el casc vell de la població, el barri de pescadors. Fou la primera farmàcia de Canet de Mar i ara és un habitatge unifamiliar.